# 5167 Joeharms
5167 Joeharms eller 1985 GU1 är en asteroid i huvudbältet som upptäcktes den 11 april 1985 av det amerikanska astronom paret Eugene M. och Carolyn S. Shoemaker vid Palomar-observatoriet. Den är uppkallad efter geologen John Eric Harms.
Asteroiden har en diameter på ungefär 16 kilometer.